# Municipio de Sverdrup (Dakota del Sur)
El municipio de Sverdrup (en inglés: Sverdrup Township) es un municipio ubicado en el condado de Minnehaha en el estado estadounidense de Dakota del Sur. En el año 2010 tenía una población de 809 habitantes y una densidad poblacional de 8,74 personas por km².

## Geografía
El municipio de Sverdrup se encuentra ubicado en las coordenadas 43°42′40″N 96°42′8″O / 43.71111, -96.70222. Según la Oficina del Censo de los Estados Unidos, el municipio tiene una superficie total de 92.52 km², de la cual 92,13 km² corresponden a tierra firme y (0,42 %) 0,39 km² es agua.

## Demografía
Según el censo de 2010, había 809 personas residiendo en el municipio de Sverdrup. La densidad de población era de 8,74 hab./km². De los 809 habitantes, el municipio de Sverdrup estaba compuesto por el 96,42 % blancos, el 0,25 % eran amerindios, el 0,62 % eran asiáticos, el 0,12 % eran isleños del Pacífico, el 0,12 % eran de otras razas y el 2,47 % eran de una mezcla de razas. Del total de la población el 0,99 % eran hispanos o latinos de cualquier raza.